# Estação Sheppard-Yonge
Sheppard-Yonge é uma estação do metrô de Toronto, localizada nas linhas Yonge-University-Spadina e Sheppard, e servindo como ponto de conexão entre as linhas. É o término leste da linha Sheppard. A estação possui um terminal de ônibus integrado. Até 2002, a estação servia apenas a linha Yonge, e seu nome era Sheppard (nome proveniente da rua arterial que a estação serve, a Sheppard Avenue). Com a construção da linha Sheppard, a estação foi renomeada de Sheppard-Yonge, nome que aparece tanto no nível da estação na linha Yonge quando no nível servindo a linha Sheppard.